# Chiesa di San Rocco (Gazzaniga)
La chiesa di San Rocco  detta anche chiesa di San Rocco al Lago  è il luogo di culto cattolico collocato su uno dei tre colli che dominano l'urbano di Gazzaniga.

## Storia
La chiesa nacque come piccola cappella votiva campestre chiusa solo su tre lati, mentre la parte frontale era aperta, solo una bassa cancellata in ferro battuto neimpediva l'ingresso. L'edificio era realizzato in conci neri di calcare locale.
Dagli atti della visita del vescovo Pietro Lippomano del 1535, risulta che fosse intitolata ai santi Rocco de Lacu e Sebastiano. Un lago non sembra mai essere presente in questa zona, ma molte furono le cappelle edificate sui colli che dominavano l'urbano di Gazzaniga, specialmente la devozione ai due santi, era molto presente proprio perché invocati nei casi di infezioni e della peste, pestilenze che flagellavano il territorio, particolarmente devastante nel 1529. La cappella non è però da confondere con quella di san Rocco al Castello posta nelle vicinanze.
La cappella fu citata anche negli atti della visita del vescovo Vittore Soranzo del 1553, che chiamava a giudizio un amministratore della chiesa di San Giorgio, la chiesa era infatti sotto il comune di Fiorano al Serio, per aver sottratto la somma di 30 lire imperiali negli anni 1530-1532 dalle elemosine che i fedeli avevano donato per i lavori inerenti alla cappella. La chiesa dipendeva dalla parrocchia di Fiorano ma aveva il permesso d'essere gestita dagli abitanti di Gazzaniga.
I verbali della visita di san Carlo Borromeo del 1575 ci descrivono il presbiterio cum imagini loco icone, ma anche l'obbligo di inserire la cappella dentro le mura di una chiesa per potervi recitare i riti cristiani: altare infra triduum tollatur neque ibi celebretur nisi undique pariete oratorium hoc clausum et eius altare ad formam ornatum fuerit. Furono eseguiti negli anni tra il 1576 e il 1600, i lavori ordinati dal vescovo e la cappella divenne il presbiterio di un'aula larga il doppio. 
Con la grande pestilenza del 1630, i locali diventarono il lazzaretto e i dipinti, così come ogni parete, furono coperti e disinfettati con scalbo di calce. Solo nel 1636 fu edificato il campanile, e dal 1646 al 1655 la sagrestia con la rovina di parte dell'affresco della Madonna di Loreto per l'apertura di una porta. L'anno di edificazione della sagrestia 1668 è impressa sul portale d'ingresso..
Nel 1797 con le nuove leggi napoleoniche, i locali furono abbandonati e con il tempo adibiti a deposito, fino alla seconda metà del XX secolo quando furono iniziati restauri sia dei locali che degli affreschi.
 Nel 1989 i restauri furono eseguiti da Lino Reduzzi per la pittura di fondo del presbiterio,. Nel 1999 furono poi eseguiti ulteriori restauri a cura di Loredana Piazzoli, relazione che fu pubblicata a cura della Parrocchia di Gazzaniga.

## Descrizione
La piccola chiesa si presenta a un'unica navata, in stile neoclassico a pianta quadrata con la volta a crociera e un arco d'ingresso a tutto sesto. Il presbiterio era l'antica cappella poi inserita in un'aula più ampia, su ordine di san Carlo Borromeo. L'aula si presenta dalle dimensioni doppie rispetto alla zona presbiteriale, con una copertura a capriate lignee. 
Il presbiterio presenta una grande pittura a fresco, eseguita da più mani e in tempi differenti. I dipinti in stile rinascimentale lombardo, sono composti oltre che da ex voto anche dal grande affresco del polittico di San Rocco, posto sulla parete di fondo come fosse un'ancona lignea, ma che è un dipinto che riproduce un'opera lignea, eseguito dai Marinoni probabilmente nei primi anni del XVI secolo. La pittura disposta su due registri, presenta la raffigurazione tra classici archetti, colonnine e lesene i santi della devozione locale. La parte superiore è maggiormente danneggiata e di difficile lettura, risulta invece meglio conservata la parte inferiore dove centrale vi è la raffigurazione del santo a cui è intitolata la chiesa, tra i santi partendo da sinistra, Giuseppe con il giglio, Cristoforo con il Bambino sulle spalle, Sebastiano trafitto delle frecce, e a destra san Defendente con gli abiti da soldato, sant'Antonio Abate con il bastone e il campanello, e ultimo san Bernardo da Mentone a lui viene abbinata la raffigurazione del diavolo, come narra la leggenda. Superiore è dipinta la cimasa raffigurante Dio con ai lati la raffigurazione dell'Annunciazione.
Sul lato a destra vi è il trittico, sempre attribuito alla bottega marinoniana, raffigurante la sacra conversazione della Madonna di Loreto nell'atto di mostrare il proprio figlio avvicinandolo dolcemente al volto, con i santi Pietro e Andrea. Sulla parte superiore vi è il dipinto a fresco raffigurante san Giorgio che uccide il drago opera di ignoto. Sul lato frontale le Storie di san Rocco, dipinto composto da dodici riquadri, con altri ex voto, forse eseguiti sempre con la tecnica dell'affresco dalla bottega di Desenzano al Serio.
Sulla volta vi sono dipinti i quattro padri della chiesa con al centro l'immagine di Cristo benedicente, probabilmente sempre dai Marinoni e nel sott'arco vi sono raffigurate invece le immagini degli apostoli con al centro l'agnello pasquale e alla loro estremità le sante Agata e Lucia.